# Obstáculo epistemológico

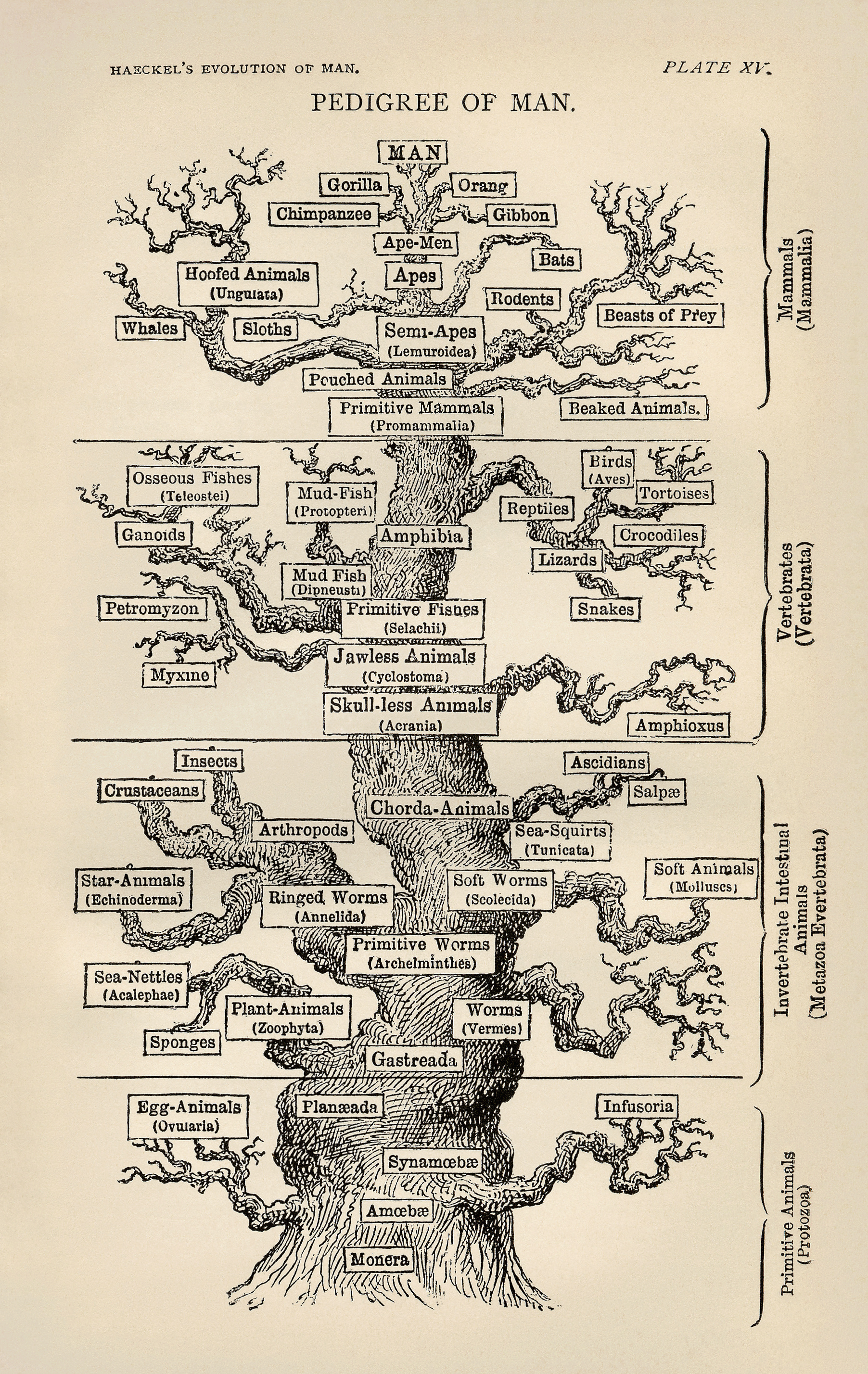
Árbol de la vida, por Ernst Haeckel en su Anthropogénie (1874), es una visión escalista antropocéntrica de la evolución humana, que puede obstaculizar el desarrollo del conocimiento relativo a la visión filogenética de los seres vivos.

El obstáculo epistemológico es un concepto planteado por el filósofo francés Gaston Bachelard en La Formación del espíritu científico en 1938, que designa lo que hay entre el deseo de conocimiento del científico y el objeto que estudia. Este obstáculo induce a error respecto a lo que el científico  cree poder saber del fenómeno en cuestión. Según Bachelard esto es diferente al acto de conocer  puesto que es la mente la que imagina las explicaciones de las cosas.

## Concepto
Según Bachelard, «se conoce contra un conocimiento anterior». Por lo tanto, es necesario apartar,Lo más difícil de superar es el obstáculo presente «en el acto mismo de conocer».
Para cualquier mente científica en formación que desee luchar contra los obstáculos epistemológicos, Bachelard preconiza cuatro imperativos: realizar una catarsis intelectual y afectiva, reformar su mente, rechazar todo argumento de autoridad y mantener inquieta la razón. 
Michel Fabre, especialista en problemas de formación y profesionalización de docente, designa varias características complementarias de los obstáculos epistemológicos : su interioridad, la facilidad mental (economía para la mente), la positividad (los obstáculos no provienen de un déficit de conocimiento sino, más a menudo, de la preexistencia de un conocimiento sólidamente anclado, la ambigüedad (cualquier modo de funcionamiento mental presenta la doble dimensión de ser una herramienta necesaria y una fuente potencial de errores), la recursividad los errores solo son reconocibles posteriormente, una vez que los obstáculos han sido franqueados).

### Artículos relacionados
- Epistemología
- Método científico